# الإكسير في قواعد التفسير (كتاب)
‌‌‌الإكسير في قواعد ‌التفسير، هو كتاب من تأليف ‌‌سليمان بن عبد القوي بن عبد الكريم بن سعيد الطوفي الصرصري، أبو الربيع، نجم الدين، وهو فقيه حنبلي، أصولي، مشارك في أنواع من العلوم، كان قوي الحافظة، شديد الذكاء، ولد بقرية طوف - أو طوفا - من أعمال صرصر في العراق، وبها نشأ وتعلم، ثم حج في أواخر سنة 714هـ وجاور ودخل فلسطين، توفي سنة 716هـ.
والكتاب في قواعد التفسير، والقواعد هي: الأمور الكلية المنضبطة التي يستخدمها المفسر في تفسيره، ويكون استخدامه لها إما ابتداءً، ويبني عليها فائدة في التفسير، أو ترجيحاً بين الأقوال.
ويمكن استنباط هذه القواعد من كتب التفسير، وكتب اللغة، والبلاغة، والأصول، وتنقسم هذه القواعد إلى قسمين:‌‌ القواعد العامة، والقواعد الترجيحية، وبينهما تداخل ظاهر عند التأمل.
ويعنى الكتاب بذكر الأدوات والقواعد التي يحتاج إليها المفسر، ولذلك جاء حاويًا لعدد من العلوم، كعلم البلاغة، والنحو، والصرف، وعلوم القرآن، فالكتاب جامع لعدة علوم تساعد على تفسير كتاب الله، يحتاج إليها المتدبر للقرآن الكريم، ومن يريد تفسيره.

## عنوان الكتاب
الإكسير في قواعد التفسير.

## التعريف بالمؤلف
‌‌هو سليمان بن عبد القوي بن عبد الكريم بن سعيد الطوفي الصرصري، أبو الربيع، نجم الدين، فقيه حنبلي، أصولي، مشارك في أنواع من العلوم. كان قوي الحافظة، شديد الذكاء، ولد بقرية طوف -أو طوفا- من أعمال صرصر في العراق 657هـ، وبها نشأ وتعلم، ثم دخل بغداد سنة 691هـ وأخذ عن شيوخها، ورحل إلى دمشق سنة 704هـ وأقام بها سنة، ثم انتقل إلى مصر وقرأ بها على أبي حيان وغيره، وتولى الإعادة في بعض مدارس الحنابلة، ثم حج في أواخر سنة 714هـ وجاور ودخل فلسطين. توفي سنة 716هـ.

## مؤلفاته
بغية السائل في أمهات المسائل في أصول الدين، والإكسير في قواعد التفسير-خ، والرياض النواضر في الأشباه والنظائر، ومعراج الوصول في أصول الفقه، والذريعة إلى معرفة أسرار الشريعة، وتحفة أهل الأدب في معرفة لسان العرب، والإشارات الإلهية والمباحث الأصولية-خ، والعذاب الواصب على أرواح النواصب وقد حبس من أجله، وطيف به في القاهرة.

## قواعد التفسير
الكتاب في قواعد التفسير، والقواعد هي: الأمور الكلية المنضبطة التي يستخدمها المفسر في تفسيره، ويكون استخدامه لها إما ابتداءً، ويبني عليها فائدة في التفسير، أو ترجيحاً بين الأقوال.
ويمكن استنباط هذه القواعد من كتب التفسير، وكتب اللغة، والبلاغة، والأصول، وتنقسم هذه القواعد إلى قسمين:‌‌ القواعد العامة، والقواعد الترجيحية، وبينهما تداخل ظاهر عند التأمل.

## موضوع الكتاب
الكتاب في قواعد من قواعد التفسير، ويعنى الكتاب بذكر الأدوات والقواعد التي يحتاج إليها المفسر، ولذلك جاء حاويًا لعدد من العلوم، كعلم البلاغة، والنحو، والصرف، وعلوم القرآن، فالكتاب جامع لعدة علوم تساعد على تفسير كتاب الله، يحتاج إليها المتدبر للقرآن الكريم، ومن يريد تفسيره.

## محتويات الكتاب
اشتمل الكتاب على مقدّمة، وثلاثة أقسام؛ تحدّث في المقدمة عن معنى التفسير والتأويل، وفي القسم الأول: (توضيح القرآن) أشار إلى بيان احتياج بعض القرّاء إلى التفسير والتأويل، وتقسيم الكلام إلى متَّضح اللفظ والمعنى أو لا، ثم بيَّن انعكاس هذا التقسيم على القرآن، وفائدة ورود الأقسام التي يحتاج بعض قرّائها إلى التفسير. ثم تكلّم عن مسألة اجتهاد العلماء في القول في التفسير وأسباب اختلافهم، ثم ذكر قانونًا يتوصّل به إلى علم التفسير.
أمّا القسم الثاني فقد جاء في بيان العلوم التي اشتمل القرآن عليها وينبغي للمفسِّر النظر فيها وصرف العناية إليها، فذكر أنه ينبغي لمن يعرض لتفسير القرآن أنْ تتوافر لديه أدوات التفسير ومؤهّلات المفسِّر من معرفةٍ عميقة بعلوم القرآن سواء أكانت تتعلّق بالعبارة اللفظية؛ كعِلم الغريب ومفردات اللغة، وعلم التصريف، وعلم النحو، وغير ذلك. أم كانت معنوية تتعلّق بفهم المعاني القرآنية؛ كمعرفة علوم الفلَك وما في الكون من سماء وأرض، ونجوم ودواب، وغير ذلك. وعِلم الإنسان والحيوان، وعِلم الاعتقاد المسمّى بأصول الدِّين، وأحكام الإيمان بالله والملائكة واليوم الآخر والكتاب والنبيّين، وعِلْم التاريخ، وعِلْم أصول الفقه وقواعد المنطق ومناهج البحث، وعِلْم الناسخ والمنسوخ، وعِلْم الفقه.
وأمّا القسم الثالث فقد أفرده الطّوفي للحديث عن عِلْمَي المعاني والبيان؛ لكونهما مِن أنفَس علوم القرآن، فالبيان هو العلم الذي يتعلّق بالألفاظ وإظهار المراد بها، وأعلى مراتب البيان: إظهار المراد بالكلام غاية الإظهار.

## سبب التأليف
أبان المؤلف عن سبب التأليف فقال: «فإنه لم يزل يتلجلج في صدري إشكال علم التفسير وما أطبق عليه أصحاب التفاسير، ولم أر أحدًا منهم كشفه فيما ألفه، ولا نحاه فيما نحاه، فتقاضتني النفس الطالبة للتحقيق، الناكبة عن جمر الطريق لوضع قانون يعول عليه، ويصار في هذا الفن إليه، فوضعت لذلك صدر هذا الكتاب مردفا له بقواعد نافعة في علم الكتاب وسميته الإكسير في قواعد التفسير».

## طبعات الكتاب
1/ طبعة الدكتور: عبد القادر حسين، وهي مقابلة على طبعة مكتبة الآداب.
2/ طبعة مكتبة أهل الأثر، بتحقيق الدكتور: إياد القيسي.
3/ طبعة دار الكتب العلمية، بتحقيق: محمد السيد عثمان.